# Antonio Caballero y Góngora

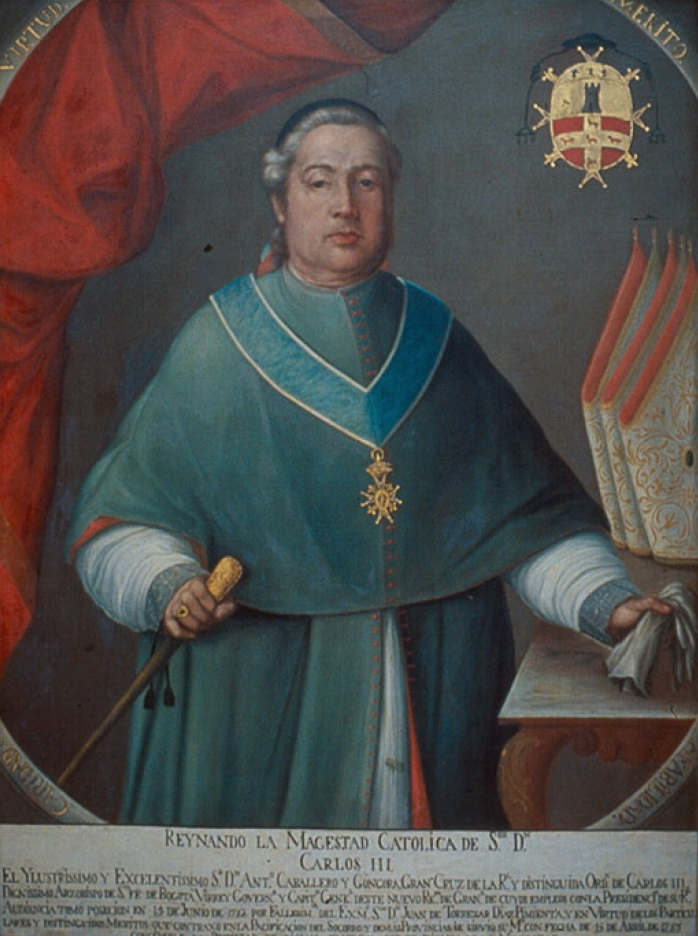
Antonio Caballero y Góngora

Antonio Caballero y Góngora (* 24. Mai 1723 in Priego de Córdoba, Spanien; † 24. März 1796 in Córdoba, Spanien) war ein spanischer Priester und Kolonialverwalter, der als Erzbischof von Bogotá und Vizekönig von Neugranada amtierte.

## Leben

### Herkunft, Ausbildung, Karriere in Europa
Caballero entstammte einer Familie des andalusischen Landadels. Er studierte ab 1738 in Granada Theologie, später wechselte er ans Colegio Imperial von Santa Catalina. 1750 erhielt er die Priesterweihe der römisch-katholischen Kirche.
Er verfasste eine Biografie des Dichters José Antonio Porcel. 1753 wurde er zum Domherren in Córdoba berufen und blieb dort bis 1775. Bekannt wurde er sowohl durch die Redekunst seiner Predigten als auch durch die Strenge, mit der er die kirchliche Zensur ausübte.

### Als Bischof in Amerika
1775 ernannte man ihn zum Bischof von Chiapas, zur gleichen Zeit wurde aber der Bischofssitz von Mérida (Mexiko) vakant, und Caballero zog diese Diözese vor. 1776 wurde er in Havanna zum Bischof von Mérida geweiht. Die Kirchenorganisation und speziell das Bildungswesen (das weitgehend in kirchlicher Hand lag) litt zu dieser Zeit unter der Vertreibung des Jesuitenordens aus den spanischen Kolonien.
Bereits ein Jahr später, 1777, wurde Caballero zum Erzbischof von Santa Fé de Bogotá ernannt. Im März 1779 traf er in Bogotá ein. Er regelte die Abgabe des Zehnten neu und reorganisierte die Erzdiözese, indem er neue Bischofssitze in Mérida (Venezuela) und Cuenca (Ecuador) einrichtete. Der Ansatz, auch in Antioquia einen Bischof einzusetzen, scheiterte ebenso wie sein Versuch, die Hoheit über die Diözese von Panama zu erlangen.
1780 brach in weiten Teilen des Vizekönigreichs ein Aufstand der Einheimischen aus, einerseits als Folge ähnlicher Aufstände -- wie den von Tupac Amaru II. in Peru -- anderswo, anderseits ausgelöst durch die hohe Steuerlast und die drückende Kolonialverwaltung. Die Aufständischen zwangen den königlichen Steuereintreiber Gutiérrez de Piñeres aus Bogotá in die Flucht, der Vizekönig Manuel Antonio Flórez befand sich an der Küste in Cartagena (Kolumbien), um die Kolonie vor einem drohenden Angriff der Briten zu schützen.
In dieser Situation verhandelten im Juni 1781 Vertreter der Real Audiencia von Santa Fé de Bogotá unter dem Erzbischof Caballero im Städtchen Zipaquirá ein Friedensabkommen mit den Rebellen. Es kam zu Steuersenkungen und den Mestizen wurde ein verbesserter Zugang zu staatlichen Stellen in Aussicht gestellt.
Kurz danach waren die Spanier wieder militärisch Herr der Lage, der Aufstand wurde niedergeschlagen und die Anführer getötet.

### Amtszeit als Vizekönig
Im November 1781 trat Vizekönig Flórez in Cartagena zurück und übergab sein Amt an Juan de Torrezar Díaz y Pimienta. Nach einem festlichen Empfang, an dem auch Erzbischof Caballero teilnahm, erkrankte Torrezar plötzlich schwer und starb vier Tage nach seiner Ankunft in Bogotá. Als Nachfolger im Amte des Vizekönigs im Falle seines Ablebens hatte er noch den Erzbischof bestimmt.
Da ihm sein Amt nicht genügend Freiraum für die Pflichten als Bischof lassen würde, ernannte er José Manuel de Carrión y Marfil 1783 zum Weihbischof in Bogotá.
Caballero gab den Gnadenerlass des Königs an die Aufständischen weiter. Im Gegenzug wandte er sich an Madrid, um zum einen die Steuererhöhungen rückgängig zu machen und zum anderen, um die Verwaltungsreformen zu verhindern, welche die Einrichtungen von Intendencias als Untereinheiten der Vizekönigreiche vorsah. Letzteres gelang ihm: Neugranada blieb das einzige Vizekönigreich ohne Intendencia.
In seiner Amtszeit erlebte Neugranada wie die anderen Teile Südamerikas auch einen wirtschaftlichen Aufschwung. Auch Kunst und Wissenschaft blühten auf; so unternahm José Mutis seine letzte große Expedition 1783. Zur gleichen Zeit hatte die Kolonie unter einer Pocken-Epidemie zu leiden. Ebenfalls im Jahre 1783 bestätigte der spanische Hof den Vizekönig, der somit nicht mehr interimistisch, sondern mit Legitimation des Königs regierte.
1784 kam es zu erneuten Aufständen, obwohl Caballero gleich zu Beginn seiner Amtszeit Mönche des Franziskanerordens in die Krisenregionen ausgesandt hatte, um dort Frieden und Gesetzestreue zu predigen.

### Rückkehr nach Europa
1787 bat Caballero um seine Ablösung. 1788 gewährte der König seine Bitte und entband ihn von seinen weltlichen Pflichten. 1788 wurde er als Bischof von Córdoba (Spanien) berufen und verließ Südamerika im April 1789. Während seiner Zeit in Córdoba gründete er die dortige Kunstakademie und stiftete seine umfangreiche Kunstsammlung der Stadt. 1796 starb er.